# Pyae Sone Aung
Pyae Sone Aung (* 8. Dezember 1995) ist ein myanmarischer Fußballspieler.

## Karriere
Pyae Sone Aung stand bis Ende 2018 bei Sagaing United unter Vertrag. Der Verein aus Monywa spielte in der ersten Liga des Landes, der Myanmar National League. 2019 wechselte er zum Ligakonkurrenten Shan United. Mit dem Verein aus Taunggyi feierte er 2019 und 2020 die myanmarische Fußballmeisterschaft. Den MFF Charity Cup gewann er mit Shan 2019 und 2020. Die beiden Spiele gewann man gegen Yangon United. 2019 gewann man im Elfmeterschießen, 2020 siegte man mit 2:1. Sein Debüt für Shan United gab er am 22. Februar 2020 im Spiel gegen Yangon United. Hier stand er in der Startelf und spielte die kompletten 90 Minuten.

## Erfolge
Shan United
- Myanmar National League: 2019, 2020
- MFF Charity Cup: 2019, 2020